# Domenico Scarlatti
Pour les articles homonymes, voir Scarlatti et Giuseppe Scarlatti (homonymie).
Œuvres principales
Essercizi per gravicembalo
Domenico Scarlatti, ou Giuseppe Domenico Scarlatti, né le 26 octobre 1685 à Naples et mort le 23 juillet 1757 à Madrid, est un compositeur baroque et claveciniste virtuose italien.
Né la même année que Georg Friedrich Haendel et Jean-Sébastien Bach, Domenico Scarlatti passe la première partie de sa vie dans le sillage et l'ombre de son père, Alessandro, musicien très renommé et principal promoteur de l'opéra napolitain. Claveciniste virtuose, compositeur d'opéras, musicien de cour et d'église, Domenico ne parvient cependant pas à se fixer durablement et à faire carrière dans l'un des centres musicaux d'Italie où le mènent ses pérégrinations : Naples, Rome, Florence, Venise…
Quelques années avant la mort de son père, il s'installe au Portugal au service de Marie-Barbara de Bragance, princesse royale, fille aînée du roi Jean V de Portugal. En 1729, elle épouse l'héritier de la couronne d'Espagne, le futur Ferdinand VI. Maître de clavecin privé de la maison de Marie-Barbara, il la suit de Lisbonne à Séville, Aranjuez et Madrid, où il termine sa vie.
Domenico Scarlatti a composé 555 sonates pour clavecin d'une originalité exceptionnelle et pour la plupart inédites de son vivant. Par ce corpus, il est l'un des compositeurs majeurs de l'époque baroque et un des principaux pour le clavecin. Ses œuvres occupent une place clé dans le développement du langage et de la technique de la musique pour clavier.

## Biographie

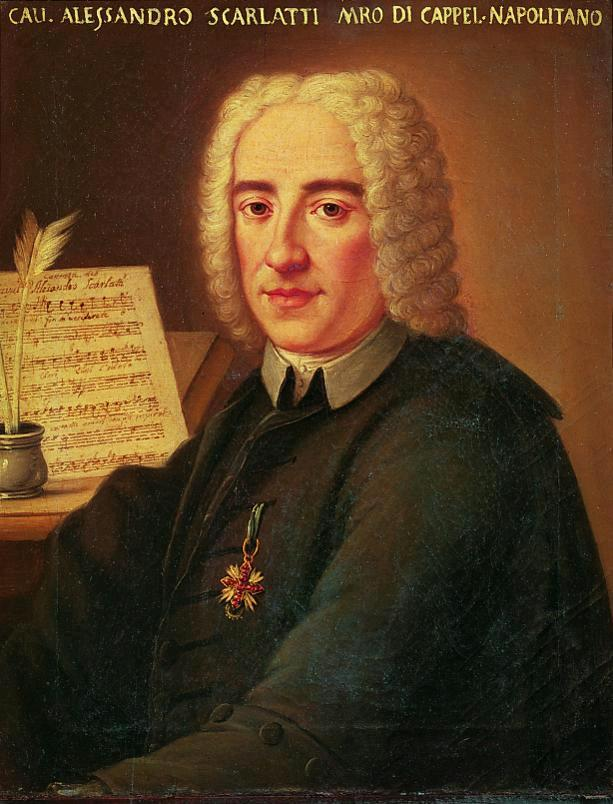
Alessandro Scarlatti, père de Domenico.

Domenico Scarlatti, sixième des dix enfants d'Alessandro Scarlatti et de son épouse Antonia Anzalone, naît à Naples le 26 octobre 1685. Ses parents sont issus de familles de musiciens, et Alessandro, alors âgé de vingt-cinq ans, est alors déjà suffisamment réputé pour avoir été nommé directeur de la musique de la Chapelle royale.
On ne sait rien de sa formation initiale à la musique mais il semble que ce soit son père, ou peut-être son oncle Francesco ou encore Gaetano Greco, qui ait été l'un de ses premiers professeurs. Il est possible — mais il n'y en a pas de preuve — qu'il ait fréquenté l'un des quatre conservatoires de Naples, où Alessandro enseigna quelques semaines.
Très précoce au clavier, il est nommé, à peine âgé de seize ans, organiste de la Chapelle royale. Presque aucune trace ne reste de ce premier poste, qu'il ne conserve d'ailleurs pas longtemps. Par la suite, Alessandro prend contact à Rome et à Florence afin d'obtenir, que ce fût pour lui ou pour l'un de ses enfants, une place au service du grand-prince Ferdinand III de Médicis, un des mécènes de la musique les plus influents de cette époque.

- 1701 — Naples (à 15 ans), il est organiste et compositeur à la chapelle royale
- 1702 — Voyages à Florence et
- 1705 — Venise. Élève de Gasparini (1708)
- 1709–1714 — Rome, au service de Maria Casimira (7 opéras)
- 1715–1719 – Rome, maître de chapelle de l'ambassadeur portugais, à la Cappella Giulia
- 1720 — Lisbonne. Nommé maître de chapelle en 1728
- 1724–1728 — Voyage en Italie. Mort de son père (1725). Mariage (Rome, 1728)
- 1729–1757 — Madrid. Séville (1730–1733). Chevalier de Santiago et édition des Essercizi (1738)
- 1754 — Missa quattuor vocum

En 1704, il adapte, pour la représenter à Naples, l’Irène de Pollarolo. Peu après, son père l'envoie à Venise pour étudier avec Francesco Gasparini. Il y rencontre Thomas Roseingrave, un musicien anglais qui devait plus tard participer à la diffusion de ses œuvres à Londres. Scarlatti est dès cette époque un claveciniste hors pair, et l'on raconte que lors d'une joute musicale avec Haendel organisée à Rome au palais du cardinal Ottoboni pendant son séjour italien, il lui est jugé supérieur au clavecin, alors que son rival l'emporte à l'orgue. Les deux musiciens restent d'ailleurs très amis.
En 1709, il entre au service de Marie-Casimire, reine de Pologne qui vit alors à Rome, et il compose plusieurs opéras pour sa scène privée. Il est maître de chapelle à la basilique Saint-Pierre de 1715 à 1719, et se rend peut-être l'année suivante à Londres pour y diriger un de ses opéras au King's Theatre.
En 1720, il réside à Lisbonne, enseignant la musique à la princesse Marie-Barbara qui deviendra une claveciniste émérite. Il retourne à Naples en 1725, et après le mariage de Marie-Barbara, avec l'héritier du royaume d'Espagne, il passe quelques années à Séville à partir de 1729, avec la cour. Il peut y étudier le flamenco. En 1733, il s'installe de façon définitive à Madrid, toujours maître de musique de la reine. Le reste de sa vie se déroule donc en Espagne. Marie-Barbara lui conservera toujours sa confiance et sa protection. C'est pendant cette dernière période qu'il compose l’essentiel de son œuvre monumentale pour le clavecin.

## Œuvre
Le catalogue de Domenico Scarlatti comprend plus de 717 œuvres.
Scarlatti doit sa renommée à son œuvre pour le clavecin, qui est unique à maints égards :
- un volume inégalé de plus de 550 pièces, dites « sonates » ou « essercizi »[4], parfois toccatas (l'enregistrement intégral par le claveciniste américain Scott Ross a nécessité 34 disques compacts). Cette production représente en volume bien plus que celle de Bach et de Couperin réunis pour le même instrument et représenterait l’équivalent d'une centaine de sonates de Beethoven ;
- une qualité musicale exceptionnelle dans l'invention mélodique et rythmique et la haute technicité d'exécution ;
- la forme unique de la plupart des pièces, qui ne sont identifiables que par le numéro des recensements effectués successivement par Alessandro Longo (numéros « L. »), Ralph Kirkpatrick (« Kk. » ou « K. »), Giorgio Pestelli (« P. ») et Emilia Fadini (« F. »), et constituent donc un tout difficile à cerner et à dissocier, contrairement à Couperin qui nommait ses pièces individuellement et les réunissait dans des « ordres », et Bach qui groupait ses compositions en cycles distincts (les Inventions et sinfonies, les Suites françaises, le Clavier bien tempéré, etc.). Le style de Scarlatti se situe d'ailleurs aux antipodes de celui de ces deux autres « géants » du clavecin.

Chez Scarlatti, une « sonate » est en fait une pièce de coupe binaire avec reprises (comme les danses de la forme « suite »). Cette « sonate » n'a donc pas le sens que nous donnons aujourd'hui à cette forme depuis la seconde partie du XVIIIe siècle. D'un style aisément reconnaissable, ces pièces extraordinaires ont circulé dans toute l'Europe sous la forme de manuscrits et ont assuré à leur auteur une place privilégiée parmi les musiciens de son époque et jusqu'à nos jours sans interruption.
S'il connaît le contrepoint et la tradition de ses devanciers, s'il sait intégrer l'influence de la musique populaire espagnole, Scarlatti ne se laisse pourtant jamais enfermer dans un cadre contraignant élaboré par d'autres : il privilégie la mélodie, intrinsèquement liée au rythme et à l'harmonie servis par la virtuosité. Il multiplie les dissonances, les modulations, les ruptures rythmiques, les contrastes mélodiques, les répétitions de phrases musicales. Ses trouvailles dans ces domaines sont extrêmement nombreuses et non conventionnelles : elles renouvellent de façon très personnelle la littérature du clavecin. À cet égard, seul un della Ciaja peut lui être comparé à la même époque ; dans la péninsule ibérique, son style influencera fortement le portugais Carlos de Seixas ou le catalan Antonio Soler, nettement plus jeunes que lui.
Seule une petite partie de son œuvre a été publiée de son vivant. Scarlatti semble avoir supervisé lui-même la publication, en 1738, de son recueil des 30 Essercizi, qui sont découverts avec enthousiasme dans toute l'Europe après avoir été imprimés à Londres à l'initiative de Thomas Roseingrave. Aucune de ses sonates (sauf peut-être une, conservée à Berlin) ne subsiste en autographe : ce qui nous est parvenu provient pour la plus grande part de deux recueils manuscrits, manuscrits dits « de Parme » et « de Venise », emmenés par Farinelli à Bologne en Italie, lorsqu'il quitte la cour des Bourbons d'Espagne, puis conservés à Parme et à Venise. Des catalogues ont été dressés par Alessandro Longo (1906), Ralph Kirkpatrick (1953), Giorgio Pestelli (1967) et Emilia Fadini (1978). Après Longo dans la première partie du XXe siècle, celui de Kirkpatrick tend à être le plus utilisé. D'autres études (notamment celle de Joel Sheveloff, 1970) remettent en cause cette partie du travail de classement du catalogue Kirkpatrick, en comparant les sources manuscrites et les éditions imprimées.
Ses sonates écrites pour clavecin sont également interprétées au piano et pour une partie d'entre-elles à la guitare en transcription, Scarlatti ayant été influencé par cet instrument par son long séjour en Espagne. Ces transcriptions font partie du répertoire des guitaristes. 
Quelques sonates ont été interprétées au violon, à la harpe et 4 d'entre-elles, par exception en plusieurs mouvements (K81, K88, K89, K90), à la mandoline accompagnée par une basse continue (viole de gambe, guitare baroque ou clavecin).
L'influence de Scarlatti est certainement importante sur l'évolution de la musique, spécialement de la musique pour clavecin et piano-forte, vers la fin du XVIIIe siècle, même s'il a toujours été considéré comme un musicien un peu en marge : à cette époque, son pays d'adoption, l'Espagne, paraît en effet bien loin des centres musicaux les plus actifs (Allemagne, Italie, France). Quant à son pays d'origine, l'Italie, il est alors en train de délaisser le clavier pour se tourner vers l'opéra, le bel canto, le violon, la sonate et le concerto.

Les sonates de Scarlatti sont ainsi évoquées par le poète italien Gabriele D'Annunzio : 

« Les grains ruissellent le long des gradins lisses et roses où l’eau dévale en cascatelles… Les perles se multiplient, fine grêle, roulent de tous côtés, brillent, résonnent, rebondissent, se mêlent au ruissellement. On dirait des bulles précieuses de l’eau, ou bien les gouttes de la beauté ruisselante : ce sont les sonates de Domenico Scarlatti. »

À côté de ses sonates pour clavecin, Scarlatti a composé des opéras, des cantates et des pièces liturgiques. Citons par exemple le Stabat Mater de 1715 et le Salve Regina de 1756, qui est sans doute sa dernière composition.
L'homonymie avec son neveu Giuseppe Scarlatti a pu créer quelque confusion dans l'attribution de ses œuvres.

## Hommages

### En musique
- Fisher Tull, Fantasia on a sonata of D. Scarlatti.
- Ernesto Halffter, Sonate « Homenaje a Domenico Scarlatti »[6].
- Germaine Tailleferre, Sonata alla Scarlatti. 18 Etudes pour harpe (Musik Fabrik, 1892-1893) (FA.MFGT012).

### Autres
En astronomie, sont nommés en son honneur le cratère mercurien Scarlatti, depuis 1979, et l'astéroïde (6480) Scarlatti, découvert en 1988.

## Discographie sélective

### Intégrales
- L’Œuvre pour clavier, Scott Ross (1988, 34 CD Erato/Radio France) (OCLC 725539860 et 935869199)
- Sonates pour clavier, Richard Lester, clavecin & piano-forte (2001–2005, 39 CD en 7 volumes Nimbus Records NI 1725/NI 1741) (OCLC 1071943740). Suit les manuscrits de Venise, sauf pour les appendices du volume 7, contenant notamment 13 sonates K. deest, provenant des manuscrits de Turin, Madrid, Lisbonne, Barcelone, Valladolid et Montserrat.
- Sonates pour clavier, Emilia Fadini, Ottavio Dantone, Sergio Vartolo, Marco Farolfi, Enrico Baiano…, clavecin, piano-forte, orgue (1999–2012, 12 CD Stradivarius) — intégrale en cours
- Sonates pour clavier, Pieter-Jan Belder, clavecin & piano-forte (2000–2007, 36 CD Brilliant Classics)
- Sonates pour clavier, Carlo Grante, Bösendorfer Imperial piano (2009–2016, 23 CD en 5 volumes Music & Arts). Suit les manuscrits de Parme.
- Sonates pour clavier, interprètes divers au piano (1994–2020, 23 CD Naxos) — intégrale en cours

### Récitals au piano
- 2 Sonates : Sonates K.9 et 380 - Dinu Lipatti, piano (20 février et 27 septembre 1947, EMI / 12 CD Hänssler PH17011)
- 4 Sonates : Sonates K. 1, 87, 193 et 386 - Clara Haskil, piano (? 1947, BBC / « Inédits Haskil » Tahra TAH 389 / TAH 4025)
- 11 Sonates : Sonates K. 1, 35, 87, 132, 193, 247, 322, 386, 437, 515, 519 - Clara Haskil, piano (octobre 1951, Westminster/DG 471 214-2)
- 3 Sonates : K.87, 193 et 386 - Clara Haskil, piano (octobre 1951, Philips)
- The Siena Pianoforte, 6 sonates de Scarlatti (et 3 sonates de Mozart) - Charles Rosen, Siena piano (1955, Counterpoint/Esoteric / Everest Records CPT 53000)
- 37 Sonates pour piano - Vladimir Horowitz (1946 à 1981, « Intégrale des enregistrements » RCA et CBS/Sony Classical)
- 33 Sonates - Christian Zacharias, piano (1979, 1981 et 1984, EMI)
- 18 sonates - Maria Tipo, piano (27-28 novembre 1987, EMI CDC 7 49078 2) (OCLC 840330787)
- 15 sonates - Ivo Pogorelich, piano (septembre 1991, DG) (OCLC 823888417)
- 16 Sonates - Christian Zacharias, piano (1995, EMI)
- 20 Sonates - Valerie Tryon, piano (18 et 28 septembre 1999, Appian Publications & Recordings [APR]) (OCLC 48744435)
- 14 Sonates - Christian Zacharias, piano (juin 2002, MDG 34011622)
- 18 Sonates - Racha Arodaky, piano (17-21 juillet 2005, Zig-Zag Territoires) (OCLC 232578921)
- Scarlatti: Piano Sonatas: Sonates K. 545, 466, 365, 435, 87, 487, 448, 492, 30, 455, Sonata in g minor, K. 20, 429, 426, 427, 197, 27, 24 - Yevgeny Sudbin, piano (2005, BIS)
- Naples, 1685 : 17 sonates - Olivier Cavé, piano (2008, Outhere Music/Æon)
- Sonates - Alice Ader, piano (2010, Fuga Libera)
- 42 Sonates - Michelangelo Carbonara, piano (12-14 mai 2009, 2CD Brilliant Classics) (OCLC 971734568)
- Alexandre Tharaud joue Scarlatti (30 août/3 septembre 2010, Virgin Classics) (OCLC 898257762)[9]
- Scarlatti: 18 Sonatas: Sonates K. 417, 208, 159, 56, 213, 125, 373, 119, 69, 425, 29, 99, 12, 479, 9, 318, 141, 32 - Yevgeny Sudbin, piano (2016, BIS) (OCLC 1085343249)

### Récitals pianoforte
- Sonate per cembalo, 1742, Francesco Cera, clavecin & piano-forte (7-9 mars 2000, mars 2001, octobre 2002, 3 CD Tactus) (OCLC 50303672)
- Sonates, Sergio Ciomei, clavecin & piano-forte (28 février 2000, 2-3 février 2001, Challenge Classics) (OCLC 53062819)
- Sonates - Una nuova inventione per Maria Barbara, Aline Zylberajch, piano-forte d'après Cristofori (2005, Ambronay)

### Récitals au clavecin
- Sonates pour clavecin, Wanda Landowska (1934, 1939 et 1940, EMI)
- Sonates pour clavier, Fernando Valenti (années 1950, Westminster / 3 CD Millenium MCA Universal, rééd. 1998) (OCLC 15057725 et 224281078)
- Sonates pour clavecin, Fernando Valenti (1951–1955, 11 CD Pristine Audio, rééd. 2006) (OCLC 933509681)
- 60 Sonates pour clavecin, Ralph Kirkpatrick (1954, CBS SL 221 / 2 CD Urania, rééd. de 54 sonates en 2004)
- Sonates pour clavecin, Luciano Sgrizzi, clavecin (1964, Accord)
- 21 Sonates pour clavecin, Ralph Kirkpatrick (1966 et 1971, Archiv Produktion, rééd. 2004)
- 10 Sonates, Gustav Leonhardt (1970, Deutsche Harmonia Mundi)
- 16 Sonates pour clavecin, Joseph Payne (1971, Turnabout)
- Sonates pour clavecin, Blandine Verlet (1977, Philips)
- 14 Sonates pour clavecin, Gustav Leonhardt (1979, Seon/Sony)
- Sonates pour clavecin - Colin Tilney, clavecin Vincenzio 1782 (août 1979, L'Oiseau-Lyre/Decca)
- Sonates pour clavecin, Trevor Pinnock (1981, CRD Records ; réédité en 1995) (OCLC 225749151)
- Sonates, Trevor Pinnock (1987, Archiv)
- 12 Sonates, Colin Tilney (1988, Dorian)
- Les plus belles sonates, Scott Ross (1988, Erato/Radio France)
- Trente Sonates, Rafael Puyana (1988, 2CD Harmonia Mundi ; premier disque réédité en 1994)
- 16 Sonates, Ton Koopman (1988, Capriccio)
- Sonates, Andreas Staier (décembre 1990, 26-28 octobre 1991, 2 CD Deutsche Harmonia Mundi) (OCLC 312175196 et 762606993)
- Sonates, Bob van Asperen (mai 1991, « Reflex » EMI) (OCLC 492478134)
- 22 sonates, Pierre Hantaï (juin 1992, Astrée E 8502)
- Fugue du chat & Sonates pour clavecin, Elaine Comparone (27-28 août 1992, Lyrichord) (OCLC 705343159)
- Sonates, Andreas Staier (décembre 1995, Teldec) (OCLC 224634640)
- Sonates inédites, Fandango, Mayako Soné (1994, Erato/Warner Classics)
- Scarlatti High and Low - 16 dernières sonates pour clavecin, Colin Tilney (1995, Music & Arts)
- 18 Sonates, Eiji Hashimoto, clavecin (1996, Klavier) (OCLC 811245528)
- 15 sonates pour clavecin, Christophe Rousset (1998, Decca)
- 27 sonates, Kenneth Weiss (2002, Satirino)
- Sonates, Pierre Hantaï (2002, 2004, 2005, 2016, 2017, 2019 6 CD/SACD Mirare)
- Sonates, Elaine Thornburgh (2005, 2CD Lyrichord) (OCLC 705343168)
- 13 sonates pour clavecin, Nicolau de Figueiredo (mai 2001, Intrada) (OCLC 718410762)
- Duende (17 sonates), Skip Sempé (avec Olivier Fortin, deuxième clavecin) (2006, Paradizo)
- Essercizi per gravicembalo, Kenneth Weiss (2007, Satirino)
- Domenico Scarlatti - clavecin Migliai 1763, Aline d'Ambricourt (2012, Clavecin.com)
- Sonates & Fandango, Cristiano Holtz (2016, Hortus 129)[10].
- Continuum - Scarlatti & Ligeti, 12 Sonates - Justin Taylor (décembre 2017, SACD Alpha 399)
- 16 Sonates - Jean Rondeau (2018, SACD Erato)
- Zones, Lillian Gordis (juin 2019, Paraty PTY 919180)

### Récital au violon
- 12 Sonates (transcriptions) Tedi Papavrami (juin  2006, æon)

### Récitals à la guitare (transcriptions)
- 12 Sonates Narciso Yepes (1985, Deutsche Grammophon, Polydor International)
- 15 Sonates Pascal Boëls (avril 2001, Arpège et Calliope)
- 12 Sonates Gérard Abiton (mai 2011, AS Productions)
- 14 Sonates Thibault Cauvin (avril 2013, Vogue Sony Music)
- 10 Sonates Stephen Marchionda (2009, MDG 903 1587-6)

### Autres œuvres
- 17 Sinfonie, version intégrale par l’Orchestre de Chambre Les Solistes de Paris, dir. Henri-Claude Fantapié (1977 LP Adès) (OCLC 77451750)
- Stabat Mater (Domenico Scarlatti)
- Missa quattuor vocum (1754)
- Amor d'un'ombra e gelosia d'un'aura, ovvero Eco e Narciso – Romabarocca Ensemble, dir. Lorenzo Tozzi (juin 2016, Bongiovanni GB2485-2) — première mondiale. Reconstruction de Lorenzo Tozzi, d'après Narciso, Londres 1720.
- 12 Concerti Grossi, Academy of St Martin in the Fields, dir. Neville Marriner (1993, Philips Classics 438 806-2)

### Vidéos
- DVD Domenico Scarlatti - L'Intemporel, Aline d'Ambricourt, Clavecin.com, 2007
- DVD Carlo Grante joue Scarlatti, HH Promotions London, 2013

### Éditions
- (en) Domenico Scarlatti: Sixty Sonatas in Two Volumes, edited in Chronological Order from the Manuscript and Earliest Printed Sources, with a Preface by Ralph Kirkpatrick, New York, G. Schirmer, 1953.
- Domenico Scarlatti: Complete Keyboard Works, fac-similé des manuscrits « de Parme » et des premières éditions, révision Ralph Kirkpatrick, New York, Johnson Reprint Corporation, 1971.
- Domenico Scarlatti – Sonates, 11 volumes, édition Kenneth Gilbert d'après les manuscrits dits « de Venise », Paris, Heugel, coll. « Le Pupitre », 1975-1984.
- Sonate per cembalo del Cavalier Dn. Domenico Scarlatti, édition complète en 15 volumes des manuscrits de Venise ; Florence, Archivum Musicum: Monumenta Musicæ Revocata, 1/I-XV, 1985-1992.
- Domenico Scarlatti, Ninety Sonatas in Three Volumes, Edited and Annotated by Eiji Hashimoto, Zen-On Music Co., Ltd., 1999-2002.

### Sources
- (fr) André Pirro, Les Clavecinistes, Paris, Librairie Renouard, Henri Laurens éditeur, 1924.
- (fr) Norbert Dufourcq, Le Clavecin, Paris, PUF, coll. « Que sais-je ? » n° 331, 1949, réédité en 1967 et 1981  (ISBN 2130368514).
- (en) Ann Bond, A Guide to the Harpsichord, Amadeus Press, 1997  (ISBN 1574670638).
- (en) Roberto Pagano et Malcolm Boyd, « Scarlatti, Domenico », dans Stanley Sadie (éd.), The New Grove Dictionary of Music and Musicians, Londres, Macmillan, 2001, 2e éd., 25 000 p., 29 volumes (ISBN 9780195170672, lire en ligne).
- Adélaïde de Place, Alessandro et Domenico Scarlatti, Paris/Nantes, Fayard, coll. « Mirare », 2003, 96 p. (ISBN 2-213-61468-7, OCLC 401756760).
- Martin Mirabel, Domenico Scarlatti, Paris, Actes Sud, 2019, 155 p.  (ISBN 978-2-330-12225-6)[11].

#### Bases de données et dictionnaires
- Ressources relatives à la musique :   - International Music Score Library Project
  - AllMusic
  - Bayerisches Musiker-Lexikon Online
  - Carnegie Hall
  - Discography of American Historical Recordings
  - Discogs
  - Grove Music Online
  - Last.fm
  - MusicBrainz
  - Musopen
  - Muziekweb
  - Operone
  - Projet Mutopia
  - Répertoire international des sources musicales
  - Songkick
- Ressources relatives à l'audiovisuel :   - AllMovie
  - Allociné
  - Filmportal
  - IMDb
- Ressources relatives au spectacle :   - Archives suisses des arts de la scène
  - Les Archives du spectacle
- Ressource relative à la recherche :   - Biodiversity Heritage Library
- Ressource relative à plusieurs domaines :   - Radio France
- Ressource relative aux beaux-arts :   - AGORHA
- Notices dans des dictionnaires ou encyclopédies généralistes :   - Britannica
  - Brockhaus
  - Den Store Danske Encyklopædi
  - Deutsche Biographie
  - Diccionario Biográfico Español
  - Dizionario biografico degli italiani
  - Enciclopedia italiana
  - Enciclopedia De Agostini
  - Gran Enciclopèdia Catalana
  - Hrvatska Enciklopedija
  - Internetowa encyklopedia PWN
  - Larousse
  - Nationalencyklopedin
  - Store norske leksikon
  - Treccani
  - Universalis
  - Visuotinė lietuvių enciklopedija
- Notices d'autorité :   - VIAF
  - ISNI
  - BnF (données)
  - IdRef
  - LCCN
  - GND
  - Italie
  - Japon
  - CiNii
  - Espagne
  - Belgique
  - Pays-Bas
  - Pologne
  - Israël
  - NUKAT
  - Catalogne
  - Suède
  - Vatican
  - WorldCat